# Maleńka

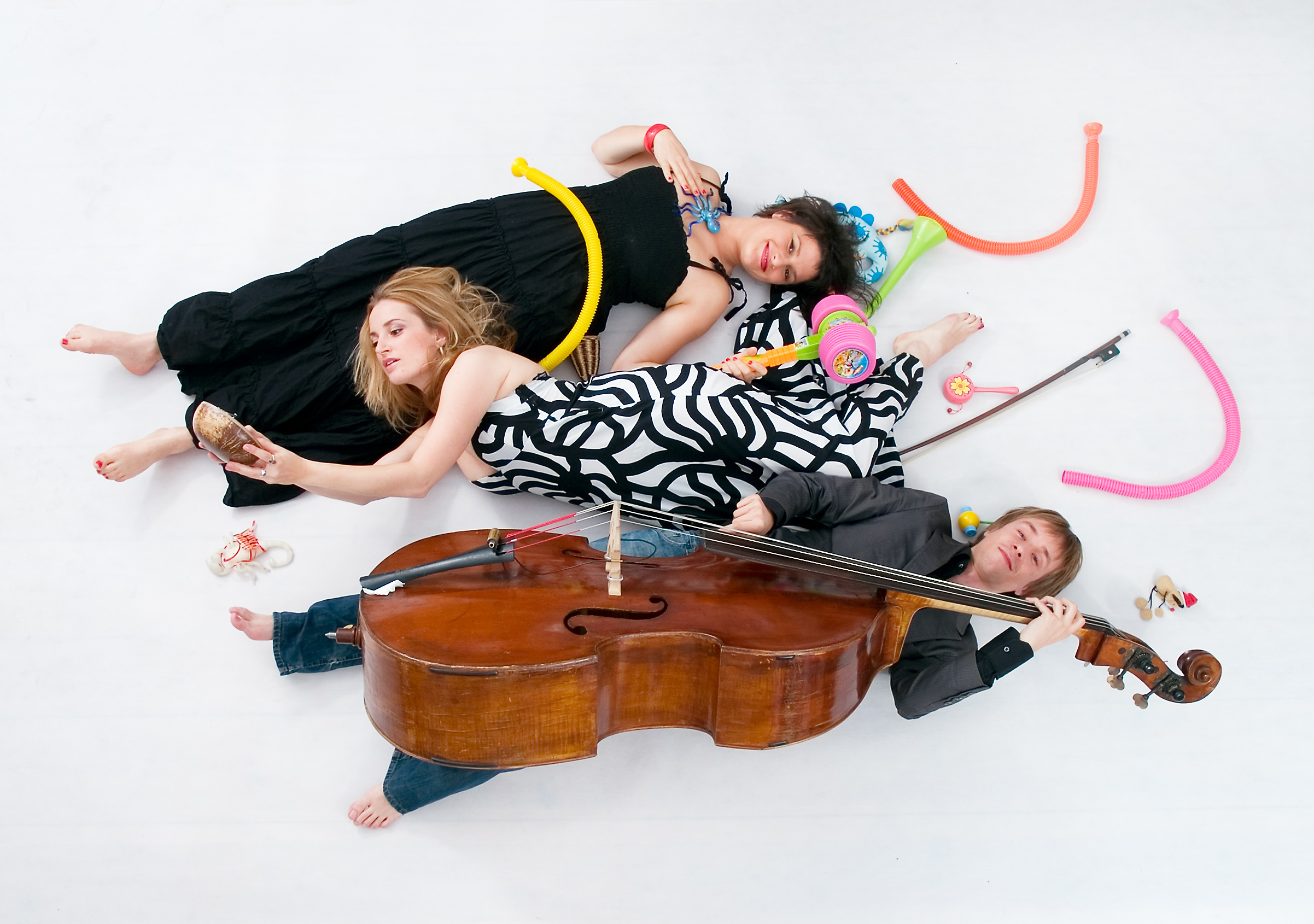
Zdjęcie z okładki płyty (fot. Łukasz Owczarzak)

Maleńka – debiutancki album polsko-ukraińskiej grupy Dagadana wydany 7 lutego 2010 roku przez Offside Records. Na płycie wystąpili gościnnie m.in.: Gaba Kulka, Karim Martusewicz i Afrojax.

## Historia
Dana Vynnycka określiła Maleńką jako album „dość słowiański”. Polskie Radio Program III objęło płytę patronatem. Album zdobył nagrodę Fryderyk 2011 w kategorii Album Roku Folk/Muzyka Świata. Wydaniu albumu towarzyszyła trasa koncertowa po Ukrainie.

## Lista utworów
1. "Preludium kolir szczastia" (muz. Dagadana) – 1:28
2. "Kolir szczastia" (muz. Dagadana, sł. Dana Wynnycka, Daga Gregorowicz) – 4:06
3. "Tango" (muz. Dagadana, sł. Daga Gregorowicz) – 6:24
4. "Świniorz" (muz. Dagadana, sł. ludowe) – 3:53
5. "Roman" (muz. i sł. ludowe) – 4:43
6. "Akademia" (muz. Dagadana, sł. Ostap Slywynskij) – 3:55
7. "Interludium szumila liszczyna" (muz. Dagadana) – 1:52
8. "Szumila liszczyna" (muz. i sł. ludowe) – 5:16
9. "Bosa na rosie" (muz. Dagadana, sł. Daga Gregorowicz) – 4:42
10. "Sny" (muz. Dagadana, sł. Daga Gregorowicz) – 3:28
11. "Dagadana" (muz. Dagadana, sł. Michał Hoffmann, Dagadana) – 7:37
12. "Maleńka" (muz. Dagadana, sł. Dana Wynnycka, Wacek Węgrzyn) – 4:58

## Muzycy
- Daga Gregorowicz – wokal, elektronika, zabawki
- Dana Vynnytska – wokal, instrumenty klawiszowe
- Miko Pospieszalski – kontrabas, gitara basowa, skrzypce

### Gościnnie
- Afrojax – wokal
- Tomasz Duda – saksofony, flet
- Błażej Domański – szczurek fluorescencyjny, telefon komórkowy
- Mikołaj Kubicki – trąbka
- Gaba Kulka – wokal, klawinet
- Karim Martusewicz – piła
- Szymon Piguła – akordeon
- Marek Pospieszalski – saksofony
- Wacek Węgrzyn – wokal
- Jarosław Zawadzki – fisharmonia
- Remigiusz Zawadzki – programowanie bębnów, instrumenty perkusyjne